# 미국의 언어

미국에서 사용중인 언어는 대략 336개이다. 이 중 176개는 미국 고유의 언어다. 예전에 미국에서 사용하던 언어 중 52개 언어는 사멸하였다 (Grimes 2000).

## 언어 사용 비율
옆의 그래프가 미국 내 언어 사용 비율이다. 보이는 바와 같이 거의 대부분 영어를 사용한다. 미국에서 두번째로 많이 사용되는 언어는 에스파냐어이다. 그 외 중국어, 따갈로그어, 한국어 등 이주민의 언어들이 사용된다. 한국어(빨간색)도 생각보다 많이 사용됨을 알 수 있다.

## 공용어
미국은 따로 공용어를 지정하지 않고 있다. 하지만 미국 영어가 사실상의 공용어로 입법, 사법, 행정 등에서 쓰이고 있다. 네브래스카주, 노스다코타주, 노스캐롤라이나주, 뉴햄프셔주, 매사추세츠주, 몬태나주, 미시시피주, 미주리주, 버지니아주, 사우스다코타주, 사우스캐롤라이나주, 아이오와주, 아칸소주, 알래스카주, 앨라배마주, 와이오밍주, 웨스트버지니아주, 유타주, 인디애나주, 일리노이주, 조지아주, 캘리포니아주, 켄터키주, 콜로라도주, 테네시주, 플로리다주, 미국령 버진아일랜드에서는 별도로 영어를 공용어로 채택하고 있다. 일부 주와 지역에서는 두 가지 언어를 공용어로 채택하고 있다.
- 뉴멕시코주 (영어와 스페인어),
- 루이지애나주 (영어와 프랑스어),
- 하와이주 (영어와 하와이어),
- 푸에르토리코 (스페인어와 영어)
- 괌 (차모로어와 영어)
- 아메리칸사모아 (사모아어와 영어).

북마리아나 제도 (영어, 차모로어, 캐롤라인어)처럼 세 가지 언어를 공용어로 지정한 곳도 있다. 1950년대까지는 펜실베이니아주는 영어와 독일어를 공용어로 사용했다. 아메리카 원주민 제어는 여러 인디언 보호구역과 푸에블로의 공용어이기도 하다.

## 영어

각 미국 주에서 두 번째로 널리 사용되는 언어. 빨간색은 에스파냐어, 파란색은 불어, 초록색은 독일어, 보라색은 따갈로그어이다.

영어는 약 2억3천9백만 명의 사용자가 사용하는 미국에서 가장 많이 사용되는 언어이다. 영국 영어와 미국 영어는 문법과 철자, 발음 등에서 차이가 난다. 미국에서 영어는 약 84%의 사람들이 모국어로 사용하는 사실상의 국어이다.

## 스페인어
스페인어는 약 3,500 만 명이 사용한다. 미국은 세계에서 다섯 번째로 스페인어를 사용하는 인구가 많다.

집에서 스페인어를 사용하는 5세이상 인구 비율 (2008년)

미국보다 스페인어 사용인구가 많은 나라는 멕시코, 콜롬비아, 스페인 및 아르헨티나이다. 미국 남서부와 푸에르토리코 전역에서는 오랜 기간 스페인어를 사용해온 공동체와 최근에 이주해 온 많은 히스패닉계 이민자들이 공존한다. 많은 새로운 라틴 아메리카 이민자들이 영어에 능통하지 않지만, 거의 모든 2 세대 히스패닉계 미국인은 영어를 유창하게 구사하고 그들의 절반 정도만이 스페인어를 계속해서 사용한다.

## 아메리카 원주민 언어
아메리카 원주민 언어는 유럽의 신대륙 정착보다 앞서 있었다. 미국의 일부 지역 (대부분 인디언 보호 구역 )에서는 계속해서 유창하게 말해지고 있다. 안타깝게도 이러한 언어의 대부분은 멸종 위기에 처해 있지만, 이를 되살리려는 노력이 있다. 일반적으로 언어를 구사하는 사람이 적을수록 위험 수준은 더 커지지만 남서부 (애리조나와 뉴 멕시코)에는 작은 규모에도 불구하고 계속 번창하는 소규모 원주민 언어 공동체가 많이 있다. 대표적인 언어로는 나바호어와 체로키어가 있다.

#### 나바호어
2000년 인구 조사 및 기타 언어 설문 조사에 따르면 가장 큰 원주민 언어 사용 집단은 나바호족이다.  나바호어는 주로 애리조나 주, 뉴 멕시코 주 및 유타 주에서 178,000 명이 사용한다. 전체적으로 나바호 어 사용자는 미국의 모든 아메리카 원주민 언어 사용자의 50 % 이상을 차지한다. 대부분이 애리조나에 있는 12,500 명의 사용자를 보유한 Western Apache는 나바호어와 밀접한 관련이 있지만 서로 이해하기는 어렵다.

#### 체로키어
체로키족들 사이에서 쓰이는 언어로, 독자적인 문자도 있다. 체로키 문자는 알파벳을 보고 모방해서 만든 것으로, 체로키인들의 정체성 중 하나이다.

미국의 체로키 어 배포

## 비공식적으로 사용하는 언어
이민자들의 영향으로 아일랜드어•독일어•스페인어•이탈리아어•프랑스어•일본어•중국어•한국어•베트남어 등이 쓰인다.
미국 통계청은 2000년 인구 조사 설문지를 영어·스페인어·한국어·중국어·베트남어·타갈로그어의 6가지 언어로 제작하여 사용하였다

## 같이 보기
- 한국계 미국인
- 미국의 이민